# Dernières Vacances (film, 1996)
Pour plus de détails, voir Fiche technique et Distribution.
Dernières Vacances (Posledniye kanikuly) est un film kazakh réalisé par Amir Karakoulov et sorti en 1996.

## Fiche technique
- Titre : Dernières Vacances
- Titre original : Posledniye kanikuly
- Réalisation : Amir Karakoulov
- Scénario : Amir Karakoulov et Elena Gordeeva
- Photographie : Murat Nugmanov
- Son : Andrei Vlaznev
- Montage : Amir Karakoulov
- Musique : Manas Karakoulov
- Pays de production :  Kazakhstan
- Durée : 65 minutes
- Dates de sortie : 
  - Japon - mai 1996[1]
  - France - 1996 (festival des trois continents)

## Distribution
- Anatoly Gapchuk
- Shalva Gogoladze
- Sanzhar Iskakov

## Distinctions

### Récompenses
- Gold Award au Festival international du film de Tokyo 1996[1]
- Tigre d'or au Festival international du film de Rotterdam 1997[1],[2]

### Sélections
- Festival des 3 Continents 1996[3]
- Festival de Cannes 1999 (programmation de l'ACID)[4]